# Ekonda (peuple)
Pour les articles homonymes, voir Ekonda.
Les Ekonda sont une population d'Afrique centrale, surtout présente en République démocratique du Congo. Ils sont liés au grand clan des Mongos originaire des régions du Haut-Nil (grands lacs), qui appartiennent au grand groupe linguistique Ngala.

## Ethnonymie

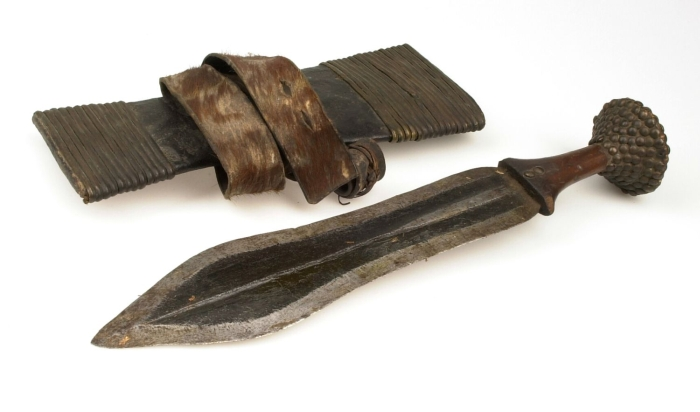
Couteau avec manche en bois clouté.

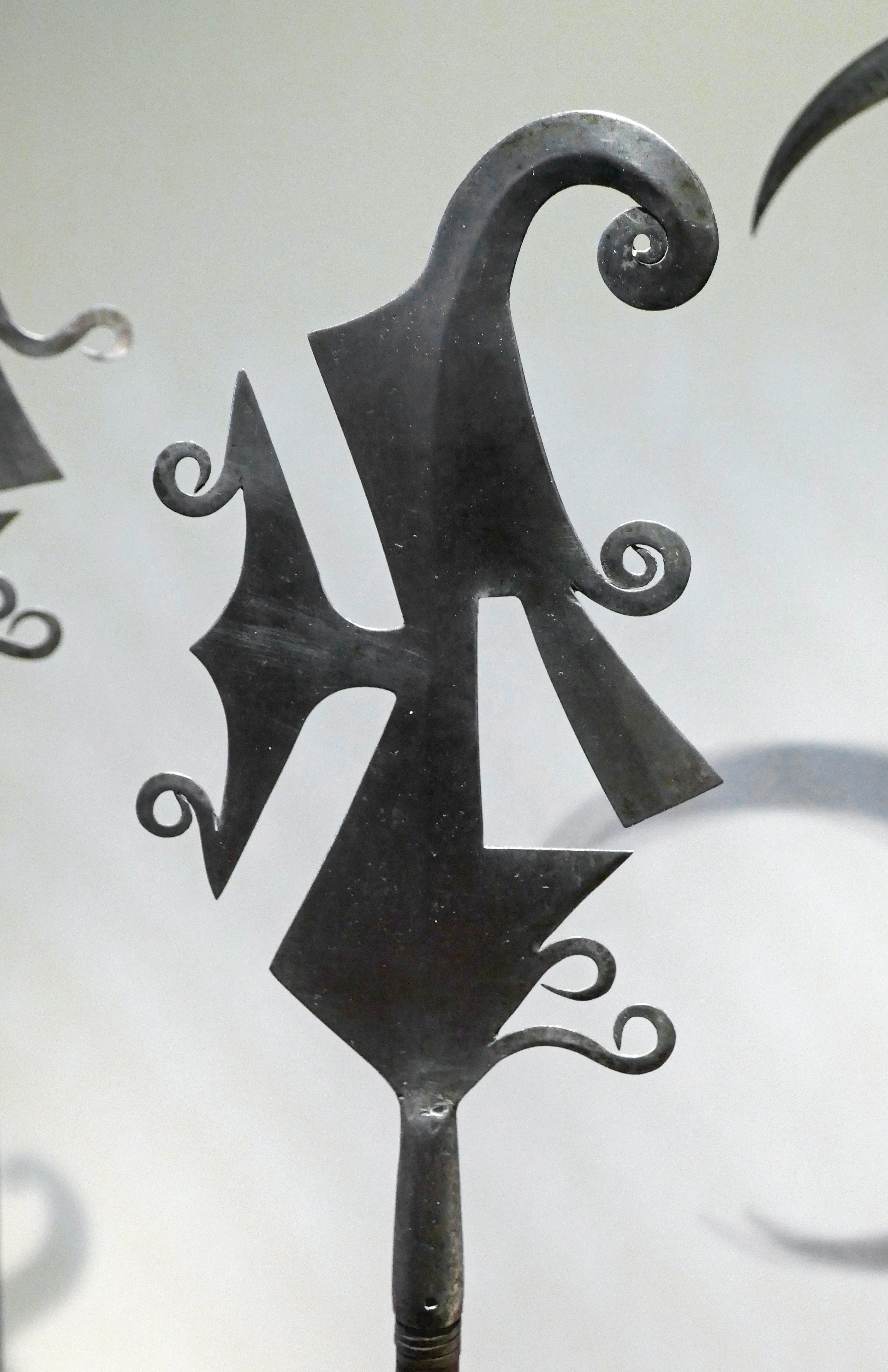
Bâton rituel.

Selon les sources et le contexte, on observe peu de variantes : Baseka, Ekonda, Ekondas.

### Discographie
- Ekonda (enregistrements collectés par Benoît Quersin), 2 vol., 1. Bobongo de Bongila ; 2. Sortie de la Walé, Fonti Musicali, Institut des Musées Nationaux du Zaïre, 1994, 2 CD + 2 livrets

### Filmographie
- Walé Chantal : femme ékonda, film documentaire d'Hélène Pagezy, CNRS audiovisuel, 2004 (1996), 52 min (DVD)